# مزدا سی‌ایکس-۹۰
مزدا سی‌ایکس-۹۰ (انگلیسی: Mazda CX-90) یک خودروی شاسی‌بلند کراس‌اوور بزرگ با سه ردیف صندلی است که توسط شرکت خودروساز ژاپنی مزدا تولید شده‌است. این خودرو، دومین خودروی پس از مدل سی‌ایکس-۶۰ است که از سامانه محور عقب و چهارچرخ متحرک مزدا به‌همراه طرح موتور طولی استفاده می‌کند و همزمان در گروه محصولات بزرگ طبقه‌بندی می‌شود. سی‌ایکس-۹۰ که بزرگ‌ترین خودروی شاسی‌بلند مزدا تا به امروز است، در آمریکای شمالی جایگزین سی‌ایکس-۹ خواهد شد.

## بررسی اجمالی
سی‌ایکس-۹۰ در ۳۱ ژانویهٔ ۲۰۲۳ با هدف عرضه در بازار آمریکای شمالی معرفی شد، در حالی که عرضهٔ آن در بازارهای استرالیا و خاورمیانه نیز برای سال ۲۰۲۳ تأیید شد. این خودرو که از پلتفرم خودروی بزرگ دیفرانسیل عقب استفاده می‌کند، در ردهٔ داخلی «گروه محصولات بزرگ» این شرکت قرار می‌گیرد. به گفتهٔ جف گایتون، رئیس و مدیر عامل شعبهٔ آمریکای شمالی مزدا، بسیاری از نقاط ضعف سی‌ایکس-۹ مانند فضای داخلی کوچک در مدل سی‌ایکس-۹۰ برطرف شده‌است.
سی‌ایکس-۹۰ که با گزینه‌های قابل انتخاب پیشرانهٔ هیبریدی خفیف و اتصال برقی هیبریدی در دسترس است، نخستین مدل تولیدی مزدا است که در بازار آمریکای شمالی به‌همراه یک پیشرانهٔ هیبریدی عرضه می‌شود. بسته به بازار هدف، دو پیشرانهٔ هیبریدی خفیف در دسترس خریداران این خودرو قرار دارد. نخستین پیشرانه، یک موتور ۳٫۳ لیتری توربوشارژ شش سیلندر خطی بنزینی است که تحت عنوان پیشرانهٔ ئی-اسکای‌اکتیو جی به‌همراه سامانهٔ ام-هایبرید بوست به بازار عرضه می‌شود و در صورت استفاده از سوخت درجه یک (اکتان ۹۳ ای‌کی‌آی) دو خروجی ۲۸۰–۳۴۰ اسب بخار (۲۸۴–۳۴۵ اسب بخار متری؛ ۲۰۹–۲۵۴ کیلووات) قدرت و ۳۳۲–۳۶۹ پوند-فوت (۴۵۰–۵۰۰ نیوتن متر؛ ۴۵٫۹–۵۱٫۰ کیلوگرم متر) گشتاور را در اختیار راننده قرار خواهد داد. دومین پیشرانه که تنها در استرالیا عرضه می‌شود، یک موتور ۳٫۳ لیتری توربوشارژ شش سیلندر خطی دیزلی است که تحت عنوان پیشرانهٔ ئی-اسکای‌اکتیو دی به‌همراه سامانهٔ ام-هایبرید بوست عرضه می‌شود و توان خروجی آن برابر با ۲۵۱ اسب بخار (۲۵۴ اسب بخار متری؛ ۱۸۷ کیلووات) و گشتاور آن برابر با ۴۰۶ پوند-فوت (۵۵۰ نیوتن متر؛ ۵۶٫۱ کیلوگرم متر) است.
پیشرانهٔ اتصال برقی هیبریدی این خودرو که با نام ئی-اسکای‌اکتیو PHEV به بازار عرضه می‌شود، از یک موتور ۲٫۵ لیتری چهار سیلندر خطی با ورودی هوای تنظیم‌شده و یک موتور الکتریکی با باتری ۱۷٫۸ کیلووات ساعتی استفاده می‌کند که در صورت استفاده از سوخت درجه یک، قدرت ترکیبی آن برابر با ۳۲۳ اسب بخار (۳۲۷ اسب بخار متری؛ ۲۴۱ کیلووات) و گشتاور آن برابر با ۳۶۹ پوند-فوت (۵۰۰ نیوتن متر؛ ۵۱٫۰ کیلوگرم متر) است. جعبه‌دندهٔ هشت سرعتهٔ خودکار و سامانهٔ چهار چرخ متحرک برای تمامی مدل‌ها به‌صورت استاندارد عرضه می‌شود.
سی‌ایکس-۹۰ همچنین مجهز به فناوری کنترل وضعیت حرکتی است؛ ویژگی‌ای که در اصل برای ام‌ایکس-۵ میاتا ۲۰۲۲ توسعه یافته و در مدل مشابه سی‌ایکس-۶۰ نیز وجود دارد. این نرم‌افزار میزان بالا رفتن بدنهٔ خودرو هنگام پیچیدن را سرکوب می‌کند تا پایداری و کشش را بهبود بخشد و به سرنشینان کمک می‌کند حالت طبیعی خود در نشستن را حفظ کنند.
با معرفی این خودرو، تولید سی‌ایکس-۹ در آمریکای شمالی متوقف می‌شود و سی‌ایکس-۹۰ یا سی‌ایکس-۸۰ جایگزین آن می‌شود.

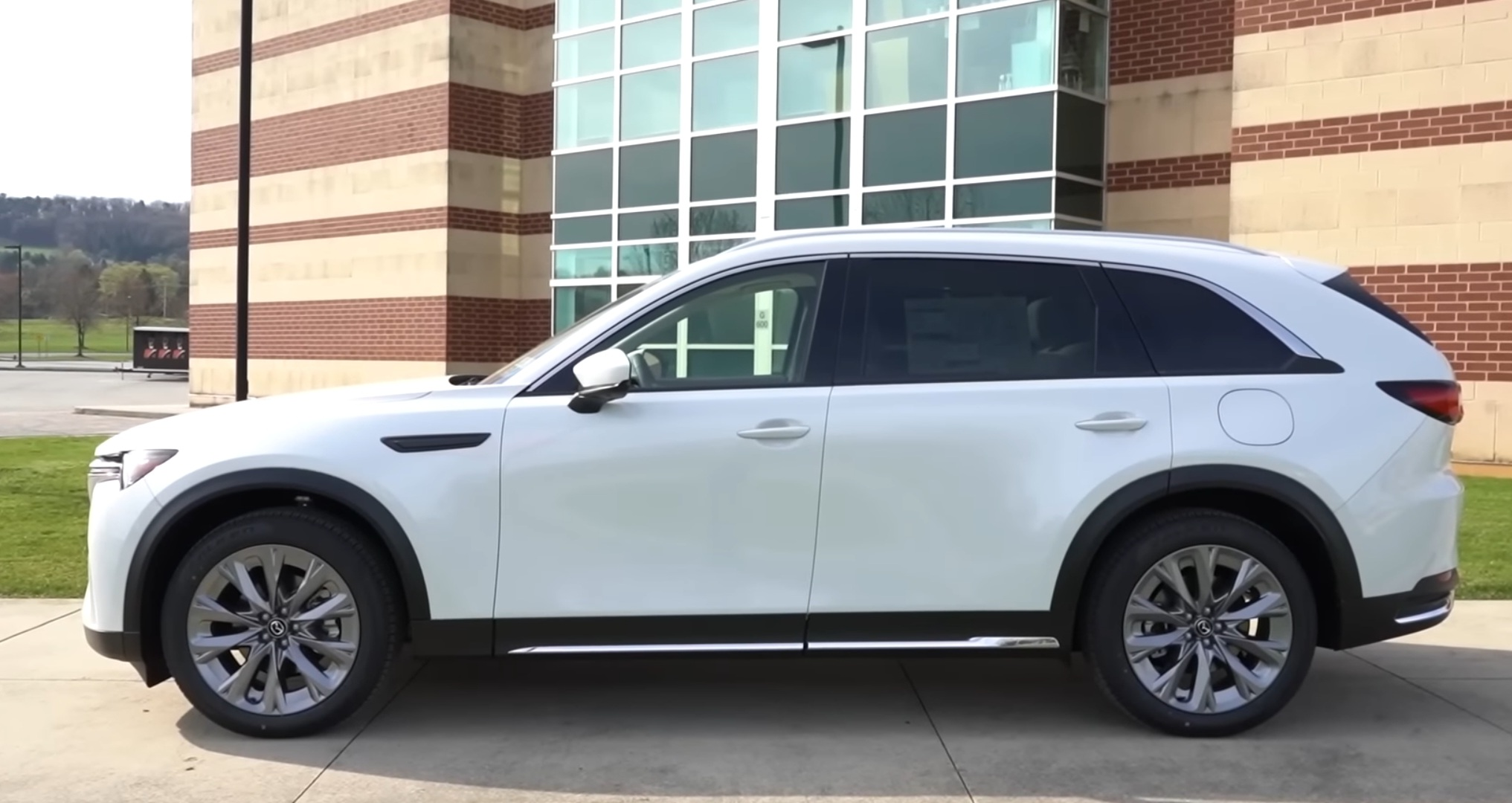
نمای جانبی
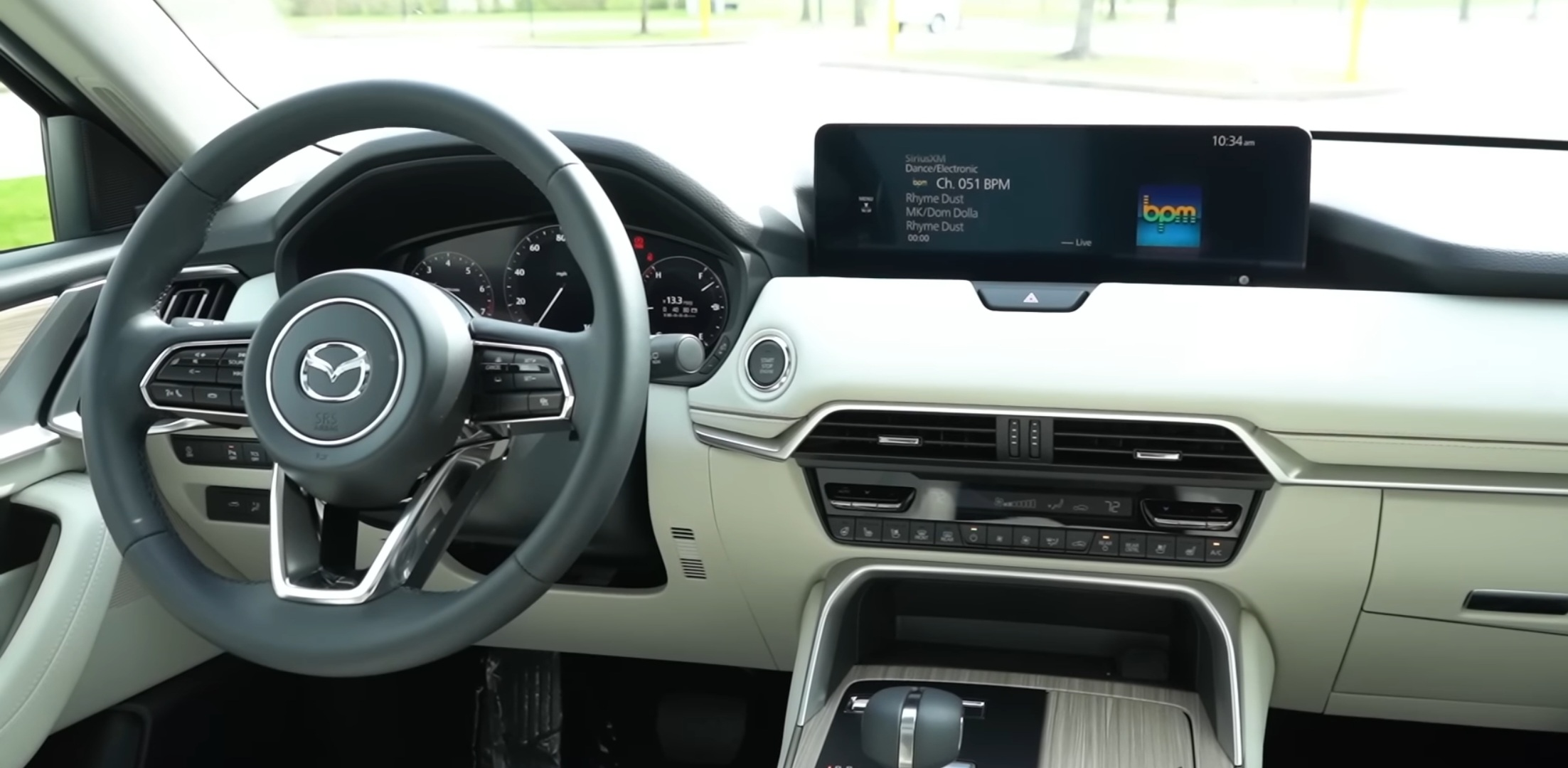
فضای داخلی
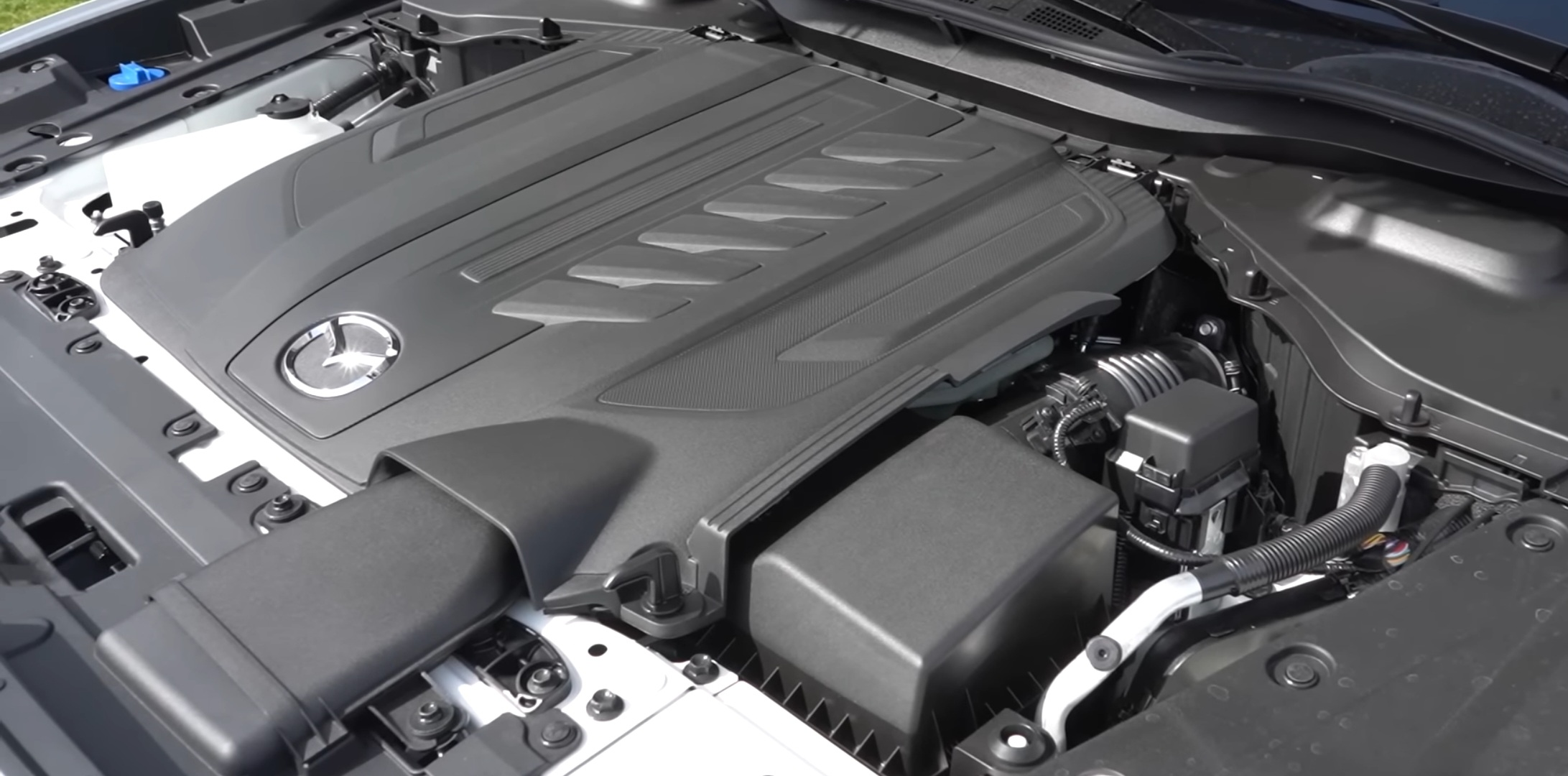
موتور شش سیلند خطی اسکای‌اکتیو

## بازاریابی
شعبهٔ ایالات متحدهٔ مزدا، از ۱۲ ژانویهٔ ۲۰۲۳ تا زمان رونمایی از سی‌ایکس-۹۰ در ۳۱ ژانویهٔ ۲۰۲۳، مجموعه‌ای از ویدیوهای تبلیغاتی با حضور هیرویوکی سانادا، بازیگر ژاپنی را منتشر کرد.